# Župkovská brázda
Župkovská brázda je geomorfologický podcelek pohoří Vtáčnik. Oblast je charakteristická horskými osadami s roztroušeným osídlením.

## Vymezení
Podcelek zabírá jižní část Vtáčnika, především v povodí Novobanského potoka a říčky Kľak. Západně leží Tribeč s podcelkem Rázdiel a Pohronský Inovec s podcelky Vojšín a Veľký Inovec. Jižně je údolí Hronu, které odděluje Štiavnické vrchy a podcelek Hodrušská hornatina, ale také Raj, který je součástí Vtáčnika. Východním směrem na kratším úseku sousedí Žiarská kotlina a severním směrem pokračuje pohoří podcelkem Nízky Vtáčnik.

## Dělení
- Župkovská vrchovina
- Novobanská kotlina

## Doprava
Jižním okrajem území vede rychlostní silnice R1 (Nitra – Zvolen) i silnice I/65, rovněž také železniční trať Nové Zámky – Zvolen. Ze Žarnovice vede údolím říčky Kľak silnice II/512, ze které odbočují místní komunikace.